# إد شيران
إدوارد كريستوفر شيران (بالإنجليزية: Edward Christopher Sheeran) ويُعرف أكثر باسمه الفني إد شيران (بالإنجليزية: Ed Sheeran) هو مغن مؤلف، وعازف قيثارة، ومنتج أغاني، وممثل إنجليزي. ولد شيران في 17 فبراير 1991 في هاليفاكس، غرب يوركشير، إنجلترا، ونشأ في فراملينغهام، سوفولك، إنجلترا. التحق بأكاديمية الموسيقى المعاصرة في غلدفورد كطالب جامعي في سن 18 عام 2009. وفي أوائل عام 2011 أصدر شيران بشكل مستقل الأسطوانة المطولة المشروع التعاوني رقم 5.
بعد توقيعه مع شركة (بالإنجليزية: Asylum Records) تم إصدار أول ألبوم له + (زائد) في سبتمبر 2011. وتصدر الألبوم القوائم البريطانية والأسترالية، ووصل إلي المرتبة الخامسة في الولايات المتحدة. ومنذ ذلك الحين حصل علي الشهادة البلاتينية سبع مرات في المملكة المتحدة. يحتوي الألبوم علي الأغنية المنفردة الفريق A، التي أكسبته جائزة (بالإنجليزية: Ivor Novello) لأفضل أغنية موسيقيا وككلمات. في عام 2012 فاز شيران بجائزة بريت لأفضل فنان بريطاني منفرد من الذكور وكذلك أفضل فنان بريطاني صاعد. تم ترشيح الفريق A لأغنية العام في حفل توزيع جوائز غرامي لعام 2013، حيث قام بأداء الأغنية مع إلتون جون.
تم إصدار ألبومه الثاني x (ضرب) في يونيو 2014. وقد وصل في ذروته إلي المرتبة الأولي في المملكة المتحدة والولايات المتحدة. في عام 2015 حاز ألبوم x علي جائزة بريت لألبوم العام، وحصل علي جائزة (بالإنجليزية: Ivor Novello) لأغنية السنة من الأكاديمية البريطانية لكتاب الأغاني والملحنين والمؤلفين. أعطته أغنيته المنفردة من نفس الألبوم التفكير بصوت عال جائزتي غرامي في حفل 2016: أغنية السنة وأفضل أداء بوب منفرد. في مايو 2016، كان x ثاني الألبومات الأكثر مبيعا في جميع أنحاء العالم لعام 2015.
تم إصدار الألبوم الثالث لشيران ÷ (قسمة) في مارس 2017. ظهر الألبوم في المرتبة الأولي في المملكة المتحدة والولايات المتحدة والأسواق الرئيسية الأخري. تم إصدار أول أغنيتين فرديتين من الألبوم: شكلك، وقلعة علي التل في يناير 2017 وكسرتا الرقم القياسي في عدد من البلدان، بما في ذلك المملكة المتحدة وأستراليا وألمانيا، عن طريق الظهور لأول مرة في المركزين الأول أو الثاني في كل من هذة البلدان. كما أصبح أول فنان لديه اثنين من الأغاني تحتل أحد المراكز العشرة الأولي في الولايات المتحدة في نفس الأسبوع. بحلول مارس 2017 كان لشيران عشرة أغاني فردية من ألبوم ÷ تحتل أحد المراكز العشرة الأولي علي تصنيف المملكة المتحدة للأغاني المنفردة محطما الرقم القياسي لعدد الأغاني من ألبوم واحد ضمن العشرة الأوائل في المملكة المتحدة. وصلت أغنيته الفردية الرابعة من ألبوم ÷ مثالي إلي المركز الأول في المملكة المتحدة وأستراليا، في حين وصلت أغنية مثالي الثنائية، وهي النسخة الصوتية التي تظهر بها بيونسيه، إلي المرتبة الأولي في الولايات المتحدة. في أبريل 2018 تم اختيار ÷ كأفضل ألبوم مبيعا في جميع أنحاء العالم لعام 2017. صُدر في عام 2019 ألبومه الاستوديو الرابع المشروع التعاوني رقم 6، وظهر لأول مرة في أعلي لوائح المملكة المتحدة، والولايات المتحدة.
باع شيران أكثر من 26 مليون ألبوم و100 مليون أغنية فردية في جميع أنحاء العالم، مما جعله واحدا من أفضل الفنانين الموسيقيين مبيعا في العالم. توجد اثنان من ألبوماته في قائمة الألبومات الأكثر مبيعا في تاريخ المملكة المتحدة: x (الترتيب: 20)، و÷ (الترتيب: 34). كممثل قام شيران بتصوير عدة أدوار في ذهابا وإيابا، كما ظهر كجندي في صراع العروش، وذكر أنه سيظهر في فيلم ريتشارد كورتيس/داني بويل أمس.

## النشأة
ولد شيران في هاليفاكس في 17 فبراير 1991. عندما كان طفلا انتقل مع عائلته من هيبدين بردج إلي فراملينغهام، في سوفولك. لديه أخ أكبر منه يُدعي ماثيو، والذي يعمل كملحن.[بحاجة لمصدر] والدا شيران جون وإيموجين من لندن. أجداده من ناحية الأب أيرلنديون، وقد ذكر شيران أن والده من أسرة كاثوليكية. جون محاضر، وإيموجين كانت تعمل في الدعاية وتحولت إلي مصممة مجوهرات. أدار والدا شيران شركة "(بالإنجليزية: Sheeran Lock)" (وهي شركة استشارات فنية) في الفترة من 1990 إلي 2010.
غنى شيران في كنيسة محلية منذ سن الرابعة، وتعلم العزف علي القيثارة أثناء وقته في تعلم اللغة الألمانية في مدرسة (بالإنجليزية: Rishworth)، وبدأ في كتابة الأغاني في حين كان في مدرسة (بالإنجليزية: Thomas Mills) الثانوية في فراملينغهام. تم قبوله في مسرح الشباب الوطني في لندن وهو في سن المراهقة. ودرس شيران دروس لتنمية الفنان. شيران هو ابن العم الثاني للمذيع الأيرلندي الشمالي غوردون بيرنز، الذي قدم البرنامج البريطاني (بالإنجليزية: The Krypton Factor). واجه شيران محطات من الفشل في حياته المبكرة قبل أن يمتهن صناعة الموسيقى، ففي أثناء دراسته في أكاديمية الموسيقى المعاصرة في الفترة 2009–2010 لم ينجح في 6 مقررات دراسية، من ضمنها إعداد الموسيقى، وصناعة الأغاني، والموسيقى الإحترافية. وبعدها بعام ذاعت شهرته مع إطلاقه أول أغانيه الفريق A.

## مشاريع أخرى

### تسجيلات كعك رجل الزنجبيل (جينجربريد مان)
في مارس 2015، أعلن شيران عن قيامه بإنشاء علامة تسجيل، تسجيلات جينجربريد مان، وهي اتفاق وقعه مع مجموعة وارنر ميوزيك. أُطلقت العلامة في أغسطس 2015 إلى جانب قناة اليوتيوب المصاحبة لها. قابل جيمي لاوسون، أول شخص يوقّع على العلامة، شيران بينما كانا كلاهما في دائرة لندن الشعبية. أصدر لاوسون ألبومه الأول وكان يحمل عنوانًا اختاره بنفسه في 9 أكتوبر 2015، مما جعله يحتل المرتبة الأولى في جدول ألبومات المملكة المتحدة. وقّع شيران مع الفنان الثاني، فوي فانس، في نوفمبر 2015.

## الأعمال الخيرية
أقام شيران حفلة في بريستول، جمع فيها 40,000 جنيه إسترليني لمؤسسة خيرية تُعنى بالعاملين بالجنس في الشوارع. قال شيران «من الجيد أن نظهر أن هؤلاء الناس أشخاص حقيقيون لديهم مشاعر حقيقية ويستحقون نفس العمل الخيري الذي يتمتع به أي شخص آخر». «هناك الكثير من المؤسسات الخيرية المشهورة التي تحظى بالكثير من الاهتمام. ومع مواضيع معينة مثل هذا، غالباً ما يتم إغفالهم والناس لا يعطونهم بالضرورة الاهتمام الذي يستحقونه». أُتيحت التذاكر لأولئك الذين يشاركون في حملة Give it up for One25 من خلال ترك شيء ما لمدة 125 ساعة والوصول إلى الهدف بجمع التبرعات البالغة 40,000 جنيه إسترليني.
يتبرع شيران بملابسه في كثير من الأحيان إلى المحلات الخيرية حول مقاطعته، سوفولك. تبرع سفير دار رعاية الأطفال في شرق أنجليا بالملابس لمتجر سانت إليزابيث الخيري في مدينته فراملينغهام، بما في ذلك 8 أكياس من الملابس في فبراير 2014. وفي عام 2016 تبرع بـ 13 كيس من الملابس إلى المتجر. بيع قميص الطرطان الذي ارتداه شيران عندما التقى بشخصية رينيه زيلويجر، بريدجيت، من فيلم بريدجيت جونز بيبي، بالمزاد العلني على الإنترنت لجمع المزيد من الأموال من أجل المأوى الخيري.
في 15 نوفمبر 2014، انضم شيران إلى فرقة إيد 30 الخيرية بالإضافة إلى أعمال البوب البريطانية والإيرلندية الأخرى، حيث سجلوا أحدث نسخة من أغنية «هل يعرفون أنه عيد الميلاد؟» في Sarm West Studios في نوتينغ هيل، لندن، لجمع الأموال من أجل وباء فيروس إيبولا في غرب إفريقيا.
في نوفمبر 2015، دعم شيران حملة No Cold Homes من قبل جمعية Turn2us الخيرية في المملكة المتحدة. كان شيران واحدًا من نحو ثلاثين شخصية مشهورة، كان من ضمنهم هيلين ميرين، وجيريمي إيرونز، وهيو لوري، للتبرع بقطع من الملابس الشتوية للحملة، مع عائدات تستخدم لمساعدة الناس في البلاد اللذين يكافحون للحفاظ على دفء منزلهم في فصل الشتاء.

## جوائز وترشيحات
في 19 أكتوبر 2015، حصل شيران على شهادة فخرية من جامعة سوفولك في إبسويتش عن «إسهامه المتميز في الموسيقى». علق شيران قائلًا: «سوفولك هي المكان الذي أدعوه المنزل. إن تلقي هذا التقدير هو امتياز حقيقي». عُيّن عضوًا في رتبة الإمبراطورية البريطانية (MBE) في حفل تكريم أعياد الميلاد لعام 2017 من أجل «خدماته المقدمة إلى الموسيقى والأعمال الخيرية». تلقى شيران الجائزة من الأمير تشارلز في قصر باكنغهام في 7 ديسمبر 2017.

## المسيرة الغنائية

### الألبومات
| السنة | اسم الألبوم            |
| ----- | ---------------------- |
| 2011  | +                      |
| 2014  | x                      |
| 2017  | ÷                      |
| 2019  | المشروع التعاوني رقم 5 |

### الأغاني المنفردة
| السنة | اسم الأغنية                | ملاحظة                                       |
| ----- | -------------------------- | -------------------------------------------- |
| 2011  | الفريق A                   | (بالإنجليزية: The A Team)                    |
| 2011  | أنت تحتاجني، أنا لا أحتاجك | (بالإنجليزية: You Need Me, I Don't Need You) |
| 2011  | بيت الليغو                 | (بالإنجليزية: Lego House)                    |
| 2012  | ثمل                        | (بالإنجليزية: Drunk)                         |
| 2012  | نتوء صغيرة                 | (بالإنجليزية: Small Bump)                    |
| 2012  | امنحني الحب                | (بالإنجليزية: Give Me Love)                  |
| 2014  | غني                        | (بالإنجليزية: Sing)                          |
| 2014  | لا                         | (بالإنجليزية: Don't)                         |
| 2014  | التفكير بصوت عال           | (بالإنجليزية: Thinking Out Loud)             |
| 2014  | مجري الدم                  | (بالإنجليزية: Bloodstream)                   |
| 2014  | صورة فوتوغرافية            | (بالإنجليزية: Photograph)                    |
| 2017  | قلعة علي التل              | (بالإنجليزية: Castle on the Hill)            |
| 2017  | شكلك                       | (بالإنجليزية: Shape of You)                  |
| 2017  | فتاة من غالواي             | (بالإنجليزية: Galway Girl)                   |
| 2017  | مثالي                      | (بالإنجليزية: Perfect)                       |
| 2017  | أسعد                       | (بالإنجليزية: Happier)                       |
| 2019  | أنا لا أهتم                | (بالإنجليزية: I Don't Care)                  |
| 2019  | اعبريني                    | (بالإنجليزية: Cross Me)                      |
| 2019  | الشعب الجميل               | (بالإنجليزية: Beautiful People)              |
| 2019  | أفضل جزء مني               | (بالإنجليزية: Best Part of Me)               |
| 2019  | عاصفة                      | (بالإنجليزية: Blow)                          |
| 2019  | غير إجتماعي                | (بالإنجليزية: Antisocial)                    |
| 2019  | جنوب الحدود                | (بالإنجليزية: South of the Border)           |
| 2019  | خذني إلي لندن              | (بالإنجليزية: Take Me Back to London)        |

## التأثر الموسيقي

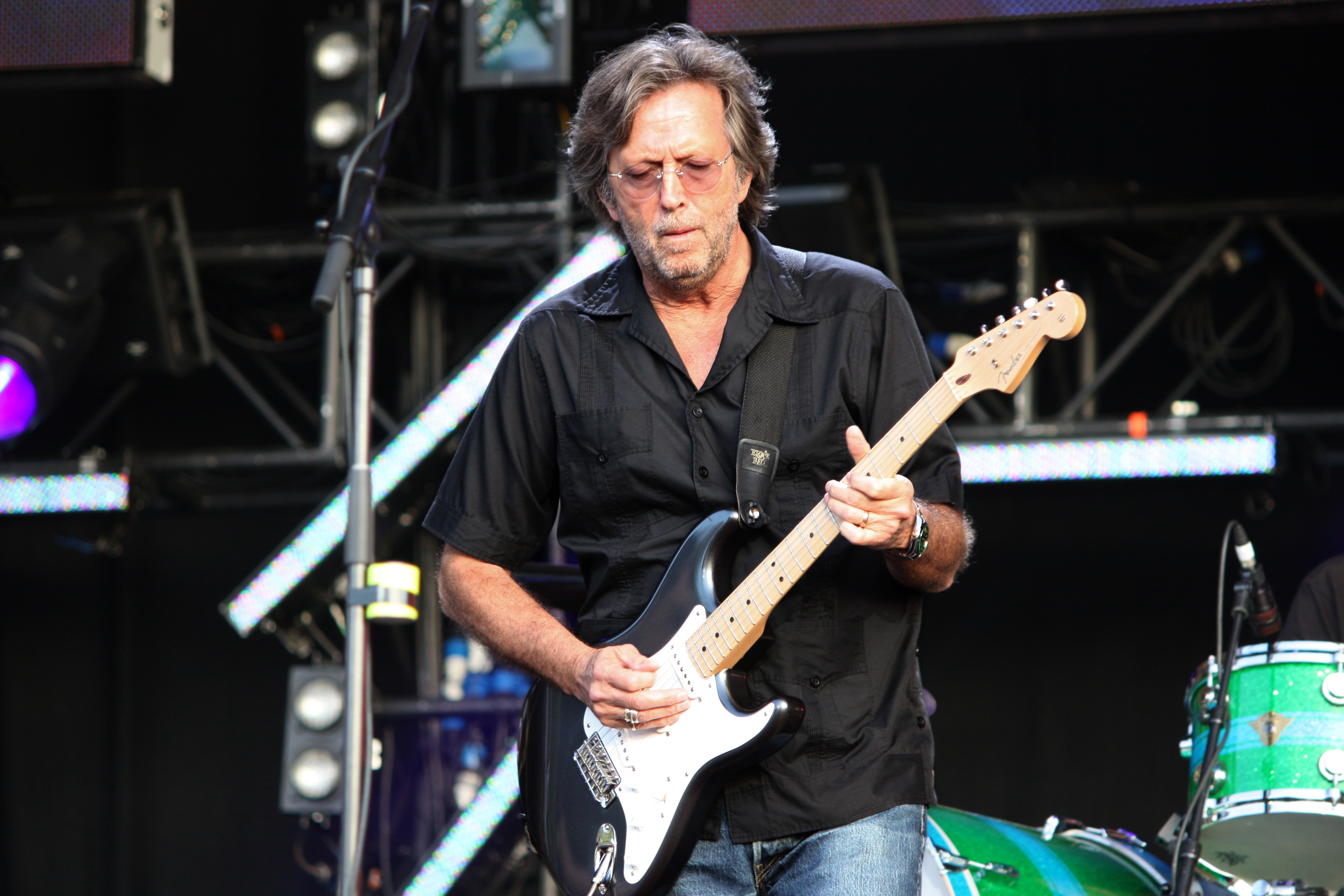
ظهر شيران علي خشبة المسرح مع مثله الأعلي إريك كلابتون في نيبون بودوكان في طوكيو، اليابان في 13 أبريل 2016، وأديا أغنية كلابتون «سأكون هناك».

تشمل ذكريات شيران الاستماع إلي أغاني جوني ميتشل، بوب ديلن وأفضل الأعمال إلإلتون جون. وفقا لشيران كان الألبوم الذي أدخله إلي عالم الموسيقى هو ألبوم فان موريسون ضربات القلب الأيرلندية. أثناء طفولته أخذه والده إلي حفلات حية ومنها كان إلهامه فيما بعد. وشملت هذة الحفلات: إريك كلابتون في قاعة ألبرت الملكية، وبول مكارتني في برمينغهام، وبوب ديلان. عن تأثير كلابتون يقول شيران «هو السبب في بدئي العزف علي القيثارة». تحدث شيران بصفة خاصة عن أداء كلابتون في «حفلة في القصر» في قصر باكنغهام: «كنت في الحادية عشرة عندما رأيت إريك كلابتون في حفل اليوبيل الذهبي للملكة إليزابيث الثانية في يونيو 2002. أتذكر مشيه علي خشبة المسرح وأداء أغنية» ليلي«؛ كنت منبهرا. وأذكر أن كل ما فعلته خلال الشهر القادم كان محاولة أداء أغنية ليلي.»
كما ذكر شيران البيتلز، وإمينيم كأكبر التأثيرات الموسيقية بالنسبة له. وفقا لشيران كان لديه تلعثم في حديثه عندما كان أصغر سنا، وكان الفضل لغناء ألبوم إمينيم ذا مارشال ماذرز إل بي في مساعدته علي التخلص من ذلك. تلقى شيران الإلهام أيضا من المغني وكاتب الاغاني دامين رايس في عام 2002، يقول شيران: «بعد رؤيته يؤدي في هذا النادي الصغير في أيرلندا، كنت قادرا علي مقابلته، وكان رائعا بشكل لا يُصدق. ذهبت مباشرة إلي المنزل وبدأت في كتابة الأغاني. لا أظن أنني كنت لأفعل ما أفعله الآن إذا كان قد عاملني بصورة سيئة حينها.» تعاون شيران مع مثله الأعلي إريك كلابتون في أبريل 2016، وذكر شيران إلي مجلة بيبول: "غنيت في ألبوم إريك كلابتون (بالإنجليزية: I Still Do). إنه حقا شرف عظيم لي. لقد ظهرت كضيف في ألبوم كلابتون «سأكون هناك»، بالإضافة إلي أداء الأغنية مع كلابتون علي خشبة المسرح، وقد قام هو بالعزف علي الغيتار في أغنية أغوص في ألبومي ÷".

## الحياة الشخصية
في مقابلة أجرتها معه مجلة «صنداي تايمز» في ديسمبر 2017، تحدث شيران عن إعجابه بزعيم حزب العمال جيرمي كوربين: «أحب كوربين. أحب كل شيء يخص كوربين. إنه يهتم بالآخرين. إنه يهتم بكل الطبقات، والأجناس والأجيال، وقد تربيت هكذا - نحن بحاجة إلي المزيد من الناس الذين يهتمون بالجميع.»

## وصلات خارجية
- إد شيران على موقع IMDb (الإنجليزية)
- إد شيران على موقع ميتاكريتيك (الإنجليزية)
- إد شيران على موقع روتن توميتوز (الإنجليزية)
- إد شيران على موقع ألو سيني (الفرنسية)
- إد شيران على موقع ميوزك برينز (الإنجليزية)
- إد شيران على موقع رولينغ ستون (الإنجليزية)
- إد شيران على موقع أول موفي (الإنجليزية)
- إد شيران على موقع إن إن دي بي (الإنجليزية)
- إد شيران على موقع أول ميوزيك (الإنجليزية)
- إد شيران على موقع ديسكوغز (الإنجليزية)